# Wymysłowo (powiat tucholski)
Wymysłowo – osada w Polsce, położona w województwie kujawsko-pomorskim, w powiecie tucholskim, w gminie Tuchola.
W latach 1975–1998 miejscowość administracyjnie należała do województwa bydgoskiego.
Znajduje się tu Muzeum Kultury Indiańskiej, prezentujące pamiątki zgromadzone przez Sat-Okh'a (Długie Pióro).